# Église du Gesù Bambino all'Olivella
L'église de l'Enfant-Jésus de l'Olivella est une église baroque du centre historique de Naples dédiée à l'Enfant Jésus.

## Histoire
L'église est bâtie de la fin du XVIIe siècle au courant du XVIIIe siècle et fait partie d'un vaste ensemble monastique dont on distingue encore des traces dans les trois arcades visibles qui confinent au deuxième étage du bâtiment du 36 via San Cristoforo all'Olivella.
Le cadastre de 1897 présente un vaste édifice monastique qui n'est pas encore divisé. C'est alors depuis 1884 la propriété privée d'un certain don Giovanni Giordano.  
Aujourd'hui l'église est la propriété de la commune de Naples. Elle est dans un état de grande dégradation et fermée.

## Source de la traduction
- (it) Cet article est partiellement ou en totalité issu de l’article de Wikipédia en italien intitulé « Chiesa del Gesù Bambino all'Olivella » (voir la liste des auteurs).